# Aria Mia Loberti
Aria Mia Loberti és una actriu estatunidenca, activista pels drets de les persones amb discapacitat i estudiant de la retòrica antiga. Interpreta a Marie-Laure Leblanc a la pel·lícula de Netflix All the Light We Cannot See.

## Biografia
Nascuda i criada a Rhode Island, Loberti va assistir a la Universitat de Rhode Island del 2016 al 2020. Es va graduar summa cum laude amb tres especialitats (Filosofia, Estudis de Comunicació i Ciències Polítiques) i menors en llengua i retòrica grega antiga. Va rebre el seu màster en retòrica antiga amb distinció el 2021 de la Royal Holloway, Universitat de Londres amb una beca Fulbright. Va començar els seus estudis de doctorat en retòrica antiga a la Pennsylvania State University el 2021.
Interpreta el paper principal de Marie-Laure Leblanc a l'adaptació de Netflix de la novel·la del 2014 All the Light We Cannot See. Loberti va aconseguir el paper després d'una recerca global d'actrius cegues i amb poca visió. Fan del llibre, va fer una audició després d'assabentar-se de la recerca gràcies a un antic professor de la infància. Malgrat que no tenia entrenament oficial d'actuació, Loberti va superar milers de submissions per assegurar-se el paper.
Loberti té un gos guia anomenada Ingrid, una Labrador retriever negra de l'organització Guide Dogs for the Blind.
En una xerrada TEDx el 2018, va descriure les seues lluites infantils amb l'assetjament escolar, l'abús i la discriminació a l'escola. Aquests reptes la van inspirar a convertir-se en activista i va començar a parlar per l'equitat de la discapacitat amb només quatre anys.